# Anneli Alhanko

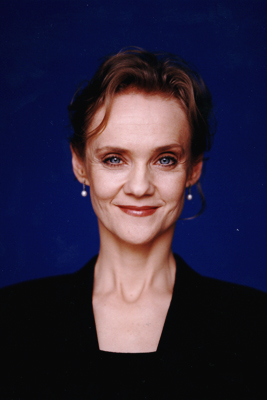
Anneli Alhanko

Anneli Elisabeth Alhanko Skoglund (* 11. Dezember 1953 in Bogotá, Kolumbien) ist eine schwedische Balletttänzerin.

## Leben und Arbeit
Anneli Alhankos Vater Erkki Alhanko war finnischer Generalkonsul in Bogotá und Anneli Alhanko kam erst im Alter von vier Jahren nach Schweden. Alhanko begann bald, Tanz bei Brita af Geijerstam zu studieren und wurde von 1963 bis 1971 an der Königlich Schwedischen Ballettschule angenommen. Von 1971 bis 1997 war sie fest angestellt beim Königlichen Schwedischen Ballett, wo sie schnell zu einer der führenden Ballerinen wurde.
2007 startete Alhanko ihre eigene Ballettausbildung für Kinder und Jugendliche, die Alhankolinjen in Stockholm und integrierte diese im Januar 2010 gemeinsam mit Mitbegründerin Eva Johnson in das erweiterte Unternehmen Base 23 – Stockholm Dance Academy, eine umfassendere Tanzakademie mit mehreren verschiedenen Spezialisierungen, an der sie Leiterin und eine der Lehrerinnen ist. Sie war außerdem an der Entwicklung ihrer eigenen Kinderkleidungskollektion aus Bio-Baumwolle beteiligt.
Sie trägt den Titel einer Primaballerina assoluta.